# Техника Бренды Бейкер
Техника Бренды Бейкер — это метод построения приближенных схем полиномиального времени (ПСПВ, PTAS) для задач на планарных графах. Метод назван именем американской учёной в области информатики Бренды Бейкер, сообщившей о методе на конференции 1983 года и опубликовавшей статью в журнале Journal of the ACM в 1994.
Идея техники Бренды Бейкер заключается в разбиении графа на уровни, так что задача может быть решена оптимально на каждом уровне, затем решения на каждом уровне комбинируются удовлетворительным способом, что приводит к реалистичному решению.  Эта техника дала ПСПВ для следующих задач: задача поиска изоморфного подграфа, задача о максимальном независимом множестве, задача о вершинном покрытии, минимальное доминирующее множество, минимальное доминирующее множество рёбер многие другие.
Теория двухмерности Эрика Демайна, Фёдора Фомина, Мухаммеда Хаджигайи и Димитроса Тиликоса и её ответвление упрощённые декомпозиции обобщает и существенно расширяет область применения техники Бренды Бейкер на обширное множество задач на планарных графах и, более обще, на графах, не содержащих определённого минора, таких как графы с ограниченным родом, а также другие классы графов, не замкнутые по взятию минора, такие как 1-планарные графы.

## Пример техники
Пример, на котором продемонстрируем технику Бренды Бейкер — это задача нахождения максимума взвешенного независимого множества.

### Алгоритм
НЕЗАВИСИМОЕ МНОЖЕСТВО({\displaystyle G},{\displaystyle w},{\displaystyle \epsilon })
```
Выбираем произвольную вершину 

  

    

      

        
r

      

    

    
{\displaystyle r}

  

  

    

      

        
k

        
=

        
1

        

          
/

        

        
ϵ

      

    

    
{\displaystyle k=1/\epsilon }

  

Находим уровни поиска в ширину для графа 

  

    

      

        
G

      

    

    
{\displaystyle G}

  

 с корнем 

  

    

      

        
r

      

    

    
{\displaystyle r}

  

 

  

    

      

        

          

          
(

          
mod

          

          
k

          
)

        

      

    

    
{\displaystyle {\pmod {k}}}

  

: 

  

    

      

        
{

        

          
V

          

            
0

          

        

        
,

        

          
V

          

            
1

          

        

        
,

        
…

        
,

        

          
V

          

            
k

            
−

            
1

          

        

        
}

      

    

    
{\displaystyle \{V_{0},V_{1},\ldots ,V_{k-1}\}}

  

Для всех 

  

    

      

        
ℓ

        
=

        
0

        
,

        
…

        
,

        
k

        
−

        
1

      

    

    
{\displaystyle \ell =0,\ldots ,k-1}

  

Находим компоненты 

  

    

      

        

          
G

          

            
1

          

          

            
ℓ

          

        

        
,

        

          
G

          

            
2

          

          

            
ℓ

          

        

        
,

        
…

        
,

      

    

    
{\displaystyle G_{1}^{\ell },G_{2}^{\ell },\ldots ,}

  

 графа 

  

    

      

        
G

      

    

    
{\displaystyle G}

  

 после удаления уровня 

  

    

      

        

          
V

          

            
ℓ

          

        

      

    

    
{\displaystyle V_{\ell }}

  

Для всех 

  

    

      

        
i

        
=

        
1

        
,

        
2

        
,

        
…

      

    

    
{\displaystyle i=1,2,\ldots }

  

Вычисляем  

  

    

      

        

          
S

          

            
i

          

          

            
ℓ

          

        

      

    

    
{\displaystyle S_{i}^{\ell }}

  

, независимое множество с максимальным весом для графа  

  

    

      

        

          
G

          

            
i

          

          

            
ℓ

          

        

      

    

    
{\displaystyle G_{i}^{\ell }}

  

  

    

      

        

          
S

          

            
ℓ

          

        

        
=

        

          
∪

          

            
i

          

        

        

          
S

          

            
i

          

          

            
ℓ

          

        

      

    

    
{\displaystyle S^{\ell }=\cup _{i}S_{i}^{\ell }}

  

Пусть 

  

    

      

        

          
S

          

            

              
ℓ

              

                
∗

              

            

          

        

      

    

    
{\displaystyle S^{\ell ^{*}}}

  

 является решением задачи с максимальным весом среди 

  

    

      

        
{

        

          
S

          

            
0

          

        

        
,

        

          
S

          

            
1

          

        

        
,

        
…

        
,

        

          
S

          

            
k

            
−

            
1

          

        

        
}

      

    

    
{\displaystyle \{S^{0},S^{1},\ldots ,S^{k-1}\}}

  

Возвращаем 

  

    

      

        

          
S

          

            

              
ℓ

              

                
∗

              

            

          

        

      

    

    
{\displaystyle S^{\ell ^{*}}}

  

```

Заметим, что приведённый алгоритм правдоподобен, поскольку каждое множество {\displaystyle S^{\ell }} является объединением  непересекающихся независимых множеств.

### Динамическое программирование
Динамическое программирование используется для вычисления независимого множества максимального веса для каждого {\displaystyle G_{i}^{\ell }}. Эта задача динамического программирования работает, поскольку каждый граф {\displaystyle G_{i}^{\ell }} является {\displaystyle k}-внешнепланарным. Многие  NP-полные задачи можно решить с помощью динамического программирования на {\displaystyle k}-внешнепланарных графах.